# Palacio Antxieta

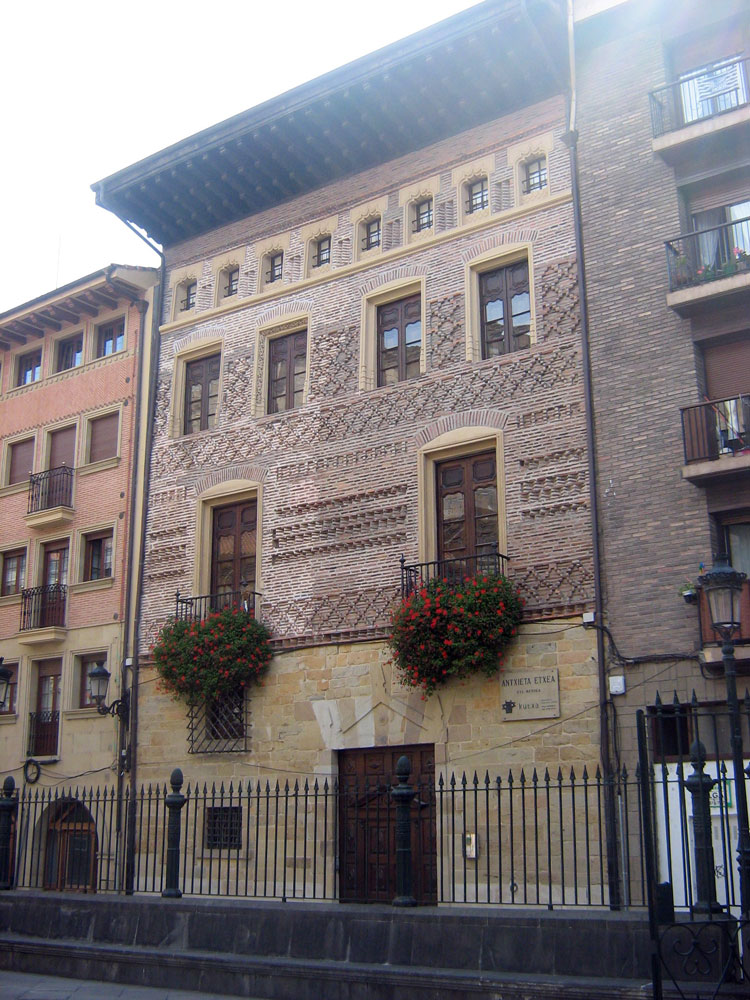
Fachada mudéjar del palacio Antxieta.

El palacio Antxieta es un edificio ubicado en la localidad guipuzcoana de Azpeitia, en el País Vasco, España.

## Historia
Se trata de una edificación de estilo gótico de planta rectangular que data del siglo XV, aunque cuenta con toda suerte de añadidos de épocas posteriores. Está realizado con mampostería, sillarejo y sillería, algo que se encuentra en otros edificios de época de la localidad de Azpeitia, como la Casa-Torre Enparan. Del siglo XVI data la fachada de estilo mudéjar, su parte más visible y la que le ha valido ser uno de los referentes turísticos de la localidad.
El palacio Antxieta, en la actualidad, es un centro para discapacitados intelectuales. Tomó este uso tras la reforma que la entidad bancaria Kutxa acometió en el mismo, pues el edificio fue restaurado y su interior fue adaptado para tal uso.

## Habitantes ilustres
El palacio es la casa natal de Juan de Anchieta, maestro de capilla y chantre en época de los Reyes Católicos. Otro ilustre perteneciente a esa familia, el maestro escultor Juan de Ancheta, también está relacionado con la casa al haber encargado edificar su fachada mudéjar.